# Iron Maiden
För andra betydelser, se Iron Maiden (olika betydelser).
Iron Maiden (svenska: Järnjungfru) är ett engelskt heavy metal/hårdrocksband som bildades den 25 december 1975 av basisten och låtskrivaren Steve Harris.  
Den mest långvariga banduppsättningen är Bruce Dickinson (sång), Steve Harris (bas), Dave Murray (gitarr), Adrian Smith (gitarr), Janick Gers (gitarr) och Nicko McBrain (trummor). Sedan 2024 är Nicko McBrain pensionerad från livespelningar och ersatt live av Simon Dawson. Tidigare medlemmar sedan bandets skivdebut 1980 är sångarna Paul Di'Anno och Blaze Bayley, trummisen Clive Burr och gitarristen Dennis Stratton. 
Några av Iron Maidens mest kända låtar är Run to the Hills, The Number of the Beast, The Trooper och Fear of the Dark. Med cirka 130 miljoner sålda album och cirka 2200 genomförda konserter från det tidiga 1980-talet till idag är Iron Maiden ett av de mest framgångsrika och inflytelserika banden inom musikgenren hårdrock. Iron Maiden har givit ut sjutton studioalbum, elva livealbum, sju samlingsalbum, fyra samlingsboxar, cirka 40 singlar och cirka femton DVD/VHS med konsertinspelningar.
Iron Maidens maskot och symbol är monstret Eddie, utformad av Derek Riggs. Bandets managers sedan 1979 är Rod Smallwood och Andy Taylor. Bandets huvudsakliga skivproducenter har varit Martin Birch (1982–1992) och Kevin Shirley (2000–).

## Musikstil
Iron Maiden spelar hårdrock som varierar mellan raka rocklåtar, exempelvis Run to the Hills (3:50 minuter), och progressiva epos med olika melodier och tempobyten, exempelvis Rime of the Ancient Mariner (13 minuter). Många av texterna är baserade på filmer, skönlitteratur eller historiska händelser, exempelvis Murders in the Rue Morgue, Where Eagles Dare, The Trooper, To Tame a Land, Aces High, The Duellists, Rime of the Ancient Mariner, Alexander the Great, Sign of the Cross, Lord of the Flies, The Edge of Darkness, The Clansman, Brighter Than a Thousand Suns och The Longest Day. Andra texter går i genrerna skräck, fantasy eller scienceficion, exempelvis Seventh Son of a Seventh Son, Dance of Death och The Final Frontier. Det finns även samhällskommenterande samtidstexter, som 2 Minutes to Midnight, Be Quick or Be Dead och Age of Innocence.

## 1975–1979

### Pubband i Östra London (1975–1977)
Iron Maiden bildades i London på juldagen 1975 av Steve Harris, som tidigare spelat på stadens pubscener i banden Gypsy Kiss och Smiler. Harris hade blivit alltmer missnöjd med att hans tidigare band antingen inte ville eller inte kunde spela hans mer progressiva kompositioner. Han bestämde sig därför för att bilda ett eget band där han själv skulle vara låtskrivare. Han ägnade lång tid under 1975 åt att hitta bandmedlemmar genom annonser och tidigare kontakter. Den första uppsättningen av Iron Maiden bestod av Harris på bas, Dave Sullivan och Terry Rance på gitarr, Ron "Rebel" Matthews på trummor och Paul Day på sång. Harris tog bandnamnet efter det fiktiva medeltida tortyrinstrumentet järnjungfru och designade själv bandloggan.
Bandet spelade inledningsvis många covers för att få pubspelningar, som Smoke on the Water av Deep Purple och Jailbreak av Thin Lizzy. Men ambitionen var alltid att fokusera på egna låtar. Steve Harris ville blanda tung och aggressiv hårdrock med mycket melodier och tvåstämmiga gitarrer, progressiva tempobyten och snabba solon. Hans första Iron Maiden-låtar var Iron Maiden, Prowler, Transylvania, Wrathchild och en långsammare version av Purgatory som då hette Floating. De första livespelningarna gjordes i maj 1976. Under det fortsatta 70-talet spelade bandet på barer och pubar runtom i London och England.
Efter cirka tjugofem pubspelningar ersattes Day av Dennis Wilcock från bandet Smiler. Enligt Harris var Day en tekniskt bra sångare, men han ansågs sakna den energi och karisma som Iron Maiden ville uppvisa på scenen. Wilcock tillförde ett ökat showelement med sin starka influens av KISS. Han sminkade sig med en stjärna kring ena ögat, som Paul Stanley, och använde sig av rekvisita och utklädnad. Vid en spelning var han exempelvis utklädd till vampyr.Under låten Prowler bar han trenchcoat som en blottare och under låten Iron Maiden var hans rutin att dra ett svärd över munnen och spotta teaterblod.
Eftersom varken Rance eller Sullivan höll måttet som sologitarrist rekryterades Dave Murray i december 1976. Tanken var att bandet skulle ha tre gitarrister. Detta uppskattades inte av Rance och Sullivan, och Harris valde då att ersätta bägge med Murray som ensam gitarrist.
Harris insåg snart att hans kompositioner krävde en andra gitarrist, och under 1977 rekryterades Bob Sawyer från den lokala pubscenen. Sawyer tog sig artistnamnet Bob Angelo, men blev inte långvarig i bandet eftersom han började rivalisera internt med Dave Murray om gitarrspelet vilket ledde till gräl.
Efter en pubspelning blev bandet kontaktade av en representant för RCA Records. Denne ville boka dem för en PR-spelning där flera skivbolagsrepresentanter skulle närvara. Iron Maiden refuserade erbjudandet efter att RCA Records kom med krav om att inkludera fler kommersiella coverlåtar, sluta med rekvisitan och anta en punkigare image med kort hår. Iron Maiden fick vid denna tid liknande råd från andra skivbolag, gällande att sluta med den långhåriga hårdrocksstilen och fokusera på de punkiga dragen i låtarna.
Dave Murray fick sparken från bandet efter att han blivit osams med sångaren Dennis Wilcock. Steve Harris prioriterade att inte förlora Wilcock som sångare, och Murray återgick till sitt gamla band Urchin som frontades av hans barndomsvän Adrian Smith. Efter att ha förlorat båda sina sologitarrister beslutade sig Harris för att pröva en helt ny uppsättning. Han rekryterade Terry Wrapham på gitarr och Tony Moore på keyboard. Denna uppsättning blev högst tillfällig och gjorde enbart en spelning. Vid denna spelning uteblev trummisen Matthews oväntat och ersattes hastigt av Thunderstick (senare i Samson). Både Wrapham och Thunderstick var hårt sminkade i KISS-stil under spelningen, och Thunderstick var drogad och började bråka med publiken. Harris var mycket missnöjd med spelningen och ville starta om bandet med Doug Sampson på som ny trummis, men sångaren Wilcock gillade att de nya medlemmarna delade hans influenser från KISS och Alice Cooper och ansåg att Harris var för dominerande i sitt ledarskap. Denna diskussion ledde till att Wilcock lämnade Iron Maiden, och Harris fick börja om med att söka nya medlemmar. Harris vände sig omedelbart till Dave Murray igen, som genast återvände.

### NWOBHM (1978)
Medan ett noggrant sökande pågick efter en ny sångare repeterade bandet som trio under sommar och höst 1978. Harris skrev nya låtar som Another Life, Sanctuary och Drifter. Under en hårdrockskväll på en pub i Leytonstone blev de presenterade för Paul Di'Anno, och i november fick han jobbet som sångare efter en audition där han sjungit Prowler och Iron Maiden.
Bandet började åter igen boka pubspelningar och utomhusfestivaler. Publiksiffrorna växte markant med varje framträdande, med flera publikrekord på Londons mindre klubbscener. Gage-pengarna investerades i scenshowen med mer ljus, bättre ljud och pyroteknik. Vid denna tid skapades bandets sedan dess ständiga maskot Eddie. Han var ursprungligen en mask i papier-maché som satt ovanför trumsetet och spydde ut rök eller blod under låten Iron Maiden, och som skämtsamt kallades Eddie the 'Ead. Som andragitarrister passerade Paul Cairns (med artistnamnet Mad Mac), Paul Todd och Tony Parsons.
Tidningen Sounds skrev en tidig recension av Iron Maidens liveframträdande, och reportern omnämnde dem som det bästa bandet han sett den kvällen. I Sounds gjorde bandet även sin första riktiga fotosession. Under den här tiden hade bandet även skaffat sin första riktiga turnébuss. Harris lånade 3000 pund av sin faster för att köpa en tre ton tung buss, som bandet döpte till The Green Goddess. Tack vare artikeln i Sounds hade Iron Maiden börjat bli kända även utanför London, och de kunde nu få spela även på andra orter i landet. De övernattade oftast i The Green Goddess eftersom de inte hade råd med hotell.
Bandet hade fått en trogen publik i London, och en av de största beundrarna var Keith Wolford som senare skulle komma att sköta bandets fanclub under många år. Han var den förste person som bar en Iron Maiden-tröja, som han gjort själv utifrån Dave Murrays låt Charlotte the Harlot med texten "Charlotte Rules Ok". Han fick därför bli den som formgav den första officiella tröjan, en röd t-shirt med Iron Maidens logga i svart text.
För att göra en demo för konsertbokningar bokade bandet in sig i den lilla studion Spaceward i Cambridge. De hade bara råd med en 24-timmarssession på nyårsafton 1978 då studion stod ledig. De hann spela in fyra låtar: Iron Maiden, Invasion, Prowler och Strange World. De hade just då inte råd att köpa mastertapen för senare redigering eller extra pålägg, och när de återvände två veckor senare hade studion raderat den. De gav demon till hårdrocks-dj:n Neil Kay, som myntat begreppet New Wave of British Heavy Metal (NWOBHM), och låten Prowler blev populär på hans klubblista. Under hösten 1979 fick Iron Maiden sina sedan dess ständiga managers Rod Smallwood och Andy Taylor.

### The Soundhouse Tapes (1979)
I oktober 1979 bjöd Rod Smallwood in stora skivbolag som EMI, CBS Records, A&M och Warner Bros till bandets utsålda spelning på Londons berömda Marquee Club. Varken CBS, Warner Bros eller A&M visade något intresse, men representanten för EMI, John Darnley, skrev till sin chef Brian Shepherd att denne snarast måste komma och se Iron Maiden spela. Det gjorde Sheperd tio dagar senare, och erbjöd Iron Maiden ett skivkontrakt.
I väntan på det utlovade kontraktet, som drog ut på tiden, beslutade Iron Maiden att på egen hand släppa en EP i limiterad sjutumsvinyl på 5000 exemplar. Skivan bestod av låtarna Prowler, Invasion och Iron Maiden från den tidigare demo de spelat in i Cambridge, och fick titeln The Soundhouse Tapes efter rockklubben där låtarna fått sitt stora genomslag i London. EP:n gjordes i första hand inte i kommersiellt syfte utan var avsedd som en limiterad souvenir för 1,20 pund åt den tidigaste fanskaran i Östra London, och distribuerades av fanklubben via Keith Wilfort. Som omslag användes ett färgfoto från en konsert, föreställande en barbröstad Paul Di'Anno med näven i luften – ett foto taget av en stamgäst på Soundhouse. Harris textade själv omslaget för hand. Skivan gavs ut 9 november 1979 och alla 5000 exemplar sålde slut på två veckor. Det ledde till ett ökat intresse från skivbolagen, då ungdomar frågade efter den slutsålda skivan i butikerna. HMV och Virgin erbjöd att trycka skivan i stora upplagor, men Iron Maiden tackade nej till detta för att istället bevara skivans speciella innebörd för de tidiga fansen. EMI ordnade nu det färdiga skivkontraktet på tre garanterade studioalbum med 50 000 pund i förskott och betalade inspelningskostnader. Kontraktet signerades av Harris, Murray, Di'Anno och Thompson. Inför albuminspelningen behövdes en ny gitarrist och först tillfrågades Adrian Smith, men han tackade nej eftersom han själv också fått skivkontrakt med sitt band Urchin. Då satte bandet in en annons i musiktidningen Melody Maker och värvade Dennis Stratton. Eftersom Doug Sampson ofta var sliten och sjuk av de allt fler klubbspelningarna fick han sparken och ersattes av Dennis Strattons kompis Clive Burr.
Rod Smallwood och Andy Taylor skapade samtidigt ett eget skivbolag och managementbolag för att kunna stödja Iron Maiden helt och hållet. Bolaget döptes till Sanctuary Records efter Iron Maidens låt Sanctuary.
I december 1979 spelades Iron Maidens första radiokonsert in och fyra låtar sändes i programmet Friday Rock Show i Radio 1. I februari 1980 fick Iron Maiden låtarna Wrathchild och Sanctuary inkluderade på samlingsskivan Metal for Muthas, som innehöll ett urval av NWOBHM:en, och de fick även delta i Englandsturnén med samma namn som förband åt akter som Motörhead och Saxon. Med hjälp av  Rod Smallwood och bokningsagenten Jack Jackson bokades de även som förband på turnéer med både Judas Priest och KISS under 1980.

## 1980–1981

### Iron Maiden (1980)
I december 1979 påbörjades ett första försök till albuminspelning i en liten studio i Östra London, utan någon producent och med hjälp av ljudteknikern Guy Edwards, men det höll ingen kvalitet och resulterade inte i några sparade inspelningar. I januari gjordes ett nytt försök i Kingsway Studios i Västra London med Andy Scott från Sweet som producent, men de kom inte överens och inte heller detta resulterade i några sparade inspelningar. Istället föreslogs veteranen Will Malone som producerat Black Sabbath och Meat Loaf och han blev albumets officiella producent. Bandet ansåg dock att de aldrig fick någon vidare hjälp av honom och att de fick producera på egen hand med hjälp av Kingsways studiotekniker Martin Levan. Under albuminspelningen skymtade de första problemen med Dennis Stratton, som försökte hitta på annorlunda versioner av Phantom of the Opera. Stratton var influerad av Wishbone Ash och Queen och föredrog Iron Maidens mjukare sida framför det råare materialet som Prowler och Iron Maiden. Se huvudartikeln Iron Maiden (musikalbum).
Albumets första singel Running Free släpptes den 15 februari och sålde snabbt i 10 000 exemplar och gick in på plats 44 på brittiska singellistan. På omslaget skymtade för första gången Eddie i sin tecknade form, och var skapad av konstnären Derek Riggs. Rob Smallwood hade sett en jazzaffisch på EMI:s kontor och frågat efter konstnären, som var Riggs. Bland en hög teckningar i Riggs portfolio som var avsedda som omslag till science fictionböcker hittades den Eddie som syns på albumomslaget. Smallwood bad Riggs att göra håret lite längre, så det blev mer hårdrock och mindre punk. Förslaget att denna version av Eddie skulle ingå i Iron Maidens scenshow kom från den dåvarande VD:n för EMI, Rupert Perry, som sa till Smallwood att "de skulle ta upp den där varelsen på scenen". I början spelades Eddie av Smallwood själv, iförd mask och läderjacka. Han hoppade runt på scenen under introt för att få igång publiken.
Bandet fick medverka i Top of the Pops, ett 30-minuters tv-program som visade upp den gångna veckans topplista. Iron Maiden insisterade på att få framföra sin låt live, vilket inte förekommit sedan sextiotalet.
I mars 1980 blev det femton konserter i England som förband åt Judas Priest i stora arenor. Den 14 april släpptes det självbetitlade debutalbumet som sålde 60 000 exemplar den första månaden och gick in på plats 4 på brittiska albumlistan, där det låg kvar i femton veckor.
Iron Maidens första stora brittiska turné som huvudakt startade strax efter skivsläppet. Se huvudartikeln Iron Maiden Tour. Som fristående singel i samband med sommarturnén släpptes Sanctuary, som redan blivit en livefavorit och inkluderades i den amerikanska utgåvan av albumet och senare återutgivningar på cd. Omslaget var en aning kontroversiellt med en knivbeväpnad Eddie som just hade dräpt en kvinna som var porträttlik den dåvarande premiärministern Margaret Thatcher. Eddie verkar ha stött kniven i kvinnan (Thatcher) för att hon hade rivit ner Maiden-affischer. En svart rektangel sattes framför ögonen på kvinnan för att inte alltför uppenbart skylta med Thatchers identitet. Bandmedlemmarna såg bilden som ironisk och hade nog tänkt sig att den skulle skapa en del uppståndelse, vilket den också gjorde och blev bandets första kontrovers i media. År 1980 publicerade tidningen The Daily Mirror den ocensurerade bilden under rubriken "Det är mord! Maggie offer för rockattack!", vilket mest bidrog till ökad publicitet för bandet.
Harris och Smallwood hade kommit överens om att ingen skulle plocka ut några större löner eller royalties under den första tiden. Istället tog de risken att återinvestera all inkomst i bandets turnéer och betala av äldre skulder. Bandmedlemmarna plockade bara ut en lön på 60 pund i veckan. Den 23 augusti spelade de på Readingfestivalen, som då var den största utomhusfestivalen i Storbritannien, och fick agera förband åt UFO som var ett favoritband för Steve Harris. Festivalspelningen blev deras dittills största publik med cirka 40 000.
Med den ökande mängden konserter och längre turné började Di'Anno klaga över röstproblem och utmattning. Det blev inte ovanligt att spelningar ställdes in på grund av honom, och han levde hårt med alkohol, cigaretter, kokain och amfetamin.
Bandet gav sig första gången ut i Europa, som förband åt KISS, och albumet klättrade på de europeiska försäljningslistorna. Iron Maiden gjorde sin första svenska spelning i oktober 1980, med KISS i Eriksdalshallen i Stockholm den 9 oktober och i Scandinavium i Göteborg den 10 oktober. Se huvudartikeln Iron Maiden Tour.

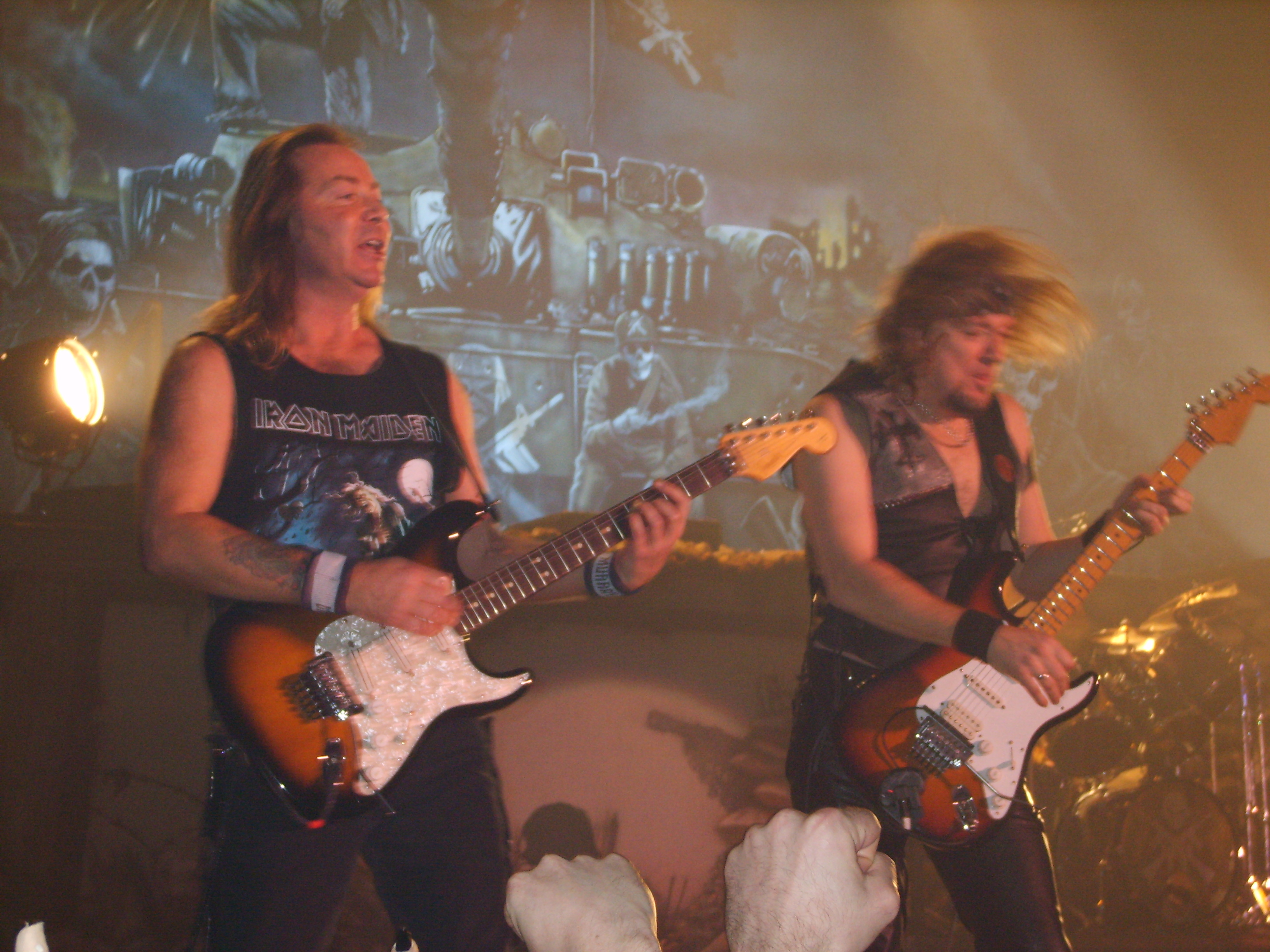
Dave Murray och Adrian Smith, 2006.

Under KISS-turnén blev det tydligt för bandmedlemmarna att de hade problem med Dennis Stratton. Den låga lönen störde honom, eftersom han var fem år äldre än de andra och hade en familj att försörja, och han påstod att han tjänade mindre som medlem i Iron Maiden än han hade gjort innan. Han spenderade allt mindre tid med sina egna bandkamrater och umgicks hellre med KISS turnépersonal eller med skivbolagsfolk från EMI. Rod Smallwood hade ett allvarligt samtal med Dennis Stratton, som förklarade att han gärna ville ta det lugnt när bandet inte spelade och att han då fick tillfälle att lyssna på den musik han själv gillade. Smallwood tyckte inte om Strattons inställning utan ville att han skulle vara en god kamrat och åka i bandets buss. Dessutom gillades det inte att han försökte föra bandet i en mjukare musikalisk riktning. I oktober 1981 fick Stratton sparken. I det officiella meddelandet 1981 angavs musikaliska skiljaktigheter.
Strattons sista inspelning med Iron Maiden var deras fristående singel Women in Uniform, en cover på det australiska bandet Skyhooks som själva haft en hit med låten. Det var det amerikanska skivbolaget Zomba som ville ha en "hitsingel" från Iron Maiden. Till låten gjorde Iron Maiden sin första musikvideo. Singeln blev ingen hit utan gick inte högre än plats 35.
Stratton ersattes av Adrian Smith som introducerades för publiken under de avslutande konserterna 1980. Turnéavslutningen på The Rainbow i London filmades och gavs ut som en halvtimmes konsertvideo med titeln Live at the Rainbow.

### Killers (1981)
I december 1980, åtta månader efter debutalbumet, påbörjades inspelningen av uppföljaren. Inspelningen skedde i Battery Studios i nordvästra London, där bandet tidigare under hösten spelat in Women in Uniform. Albumet producerades av Martin Birch, som sedan skulle komma att producera samtliga av Iron Maidens skivor fram till sin pension efter Fear of the Dark 1992. Bandet hade velat ha Birch som producent redan på det första albumet, men trodde inte att de var ett tillräckligt stort namn för honom. Birch hade däremot redan hört talas om dem och hade gärna arbetat med första albumet.
Albumtiteln Killers var tidigt bestämd och det mesta av låtmaterialet fanns redan färdigt, eftersom det fanns flera låtar från bandets live-show som inte fått plats på debuten. Killers debuterade på albumlistan som nummer tolv, åtta platser lägre än vad Iron Maiden hade gjort. Harris var dock inte särskilt oroad av skivans placering på brittiska topplistan, eftersom den sålde bra utomlands, och totalt sett sålde den mycket bättre än vad Iron Maiden hade gjort. Se huvudartikeln Killers (musikalbum)
Till turnén Killer World Tour släpptes en dubbel A-sida som singel med Wrathchild och den fristående Twilight Zone. Twilight Zone inkluderades på den amerikanska albumutgåvan och på senare återutgivningar på cd. Singeln hamnade på plats 31 på singellistan – den näst högsta placeringen de haft hittills. Den engelska delen av turnén blev en succé och bandet gjorde nu en tvåtimmarsshow som huvudakt. Bandet gav sig vidare ut i Europa igen och sov i sin turnébuss och spelade nästan varje kväll. Det dröjde inte länge förrän det pressade schemat gjorde att somliga i bandet knappt visste i vilket land de befann sig. Adrian Smith minns en kväll när Paul Di'Anno presenterade bandet på dålig franska. "Det enda problemet var att vi befann oss i Italien."
Bandet spelade i Japan och Australien och gjorde sina första konserter i Nordamerika. I samband med den ökande framgången förvärrades dock problemen med Di'Anno. Bandet tvingades ställa in flera konserter, inklusive en hel inbokad Tysklandsturné, och situationen började bli ohållbar. "Vi ville inte ställa in hela turnén; det hade varit en katastrof", minns Steve Harris.
Slutligen beslutades det att Di'Anno måste bli avskedad. Nyheten tillkännagavs i oktober 1981 tidningen Sounds, där en talesman från EMI:s pressavdelning förklarade att beslutet hade fattats "på helt vänskaplig basis" och att det hade sin grund i "väldigt olika inställningar till musik och turnerande". Steve Harris kommenterade senare: "Vi säger alltid att det beror på 'musikaliska oenigheter' när någon lämnar bandet. Men det är mer för att skydda dem än oss. Det räcker med att de inte är med i bandet längre. Det är onödigt att strö salt i såren."
När Di'Anno sparkades hade Iron Maiden i hemlighet redan värvat Bruce Dickinson från Samson. Dickinson hade förlorat intresset för det struliga och otursföljda Samson, och var mycket imponerad av Iron Maiden och det teatrala anslaget i deras musik. Han hade till och med redan fantiserat om att ta Di'Annos plats, och funderat över hur han skulle kunna göra Iron Maiden ännu bättre. Harris och Murray hade redan tidigare fått upp ögonen för Dickinsons röst och scenpersonlighet, som Harris ansåg passade hans musik perfekt. I augusti 1981 reste Harris och Smallwood till Readingfestivalen för att se Samsons konsert och diskret erbjuda Dickinson en audition till Iron Maiden. Han accepterade erbjudandet, men ställde samtidigt motkravet att han skulle få bidra med sin egen vision kring bandets stil.
Terry Slesser från proggbandet Beckett var också kandidat till att ersätta Di'Anno. Beckett var stora influenser för Harris och Murray, och Slesser provsjöng med Iron Maiden i en replokal i Londons Chinatown. Men hans bluesiga stil passade inte Harris vision av hur Maiden skulle utvecklas.
Istället fokuserade man helt på Dickinson. Inför sin hemliga audition med bandet i en replokal i Hackney hade han blivit instruerad att lära sig fyra låtar, men eftersom det bara fanns två utgivna album lärde han sig samtliga låtar. Under sin audition i replokalen sjöng han Prowler, Sanctuary, Running Free, Remember Tomorrow och Murders in the Rue Morgue, men efter att stämningen lättats upp började de också roa sig med bitar från gemensamma favoritband som Black Sabbath, Deep Purple och Jethro Tull. Bandet var omedelbart övertygade, men man behövde även pröva hans röst i studiomiljö och eftersom det inte fanns någon tillgänglig studiotid dröjde det ytterligare några veckor innan de kunde ge honom slutgiltigt besked. När han kom med i Iron Maiden såg han den stora skillnaden mot det mer flummiga och otursföljda Samson, då Iron Maiden inte bara hade full ekonomisk uppbackning av ett stort skivbolag, med bättre utrustning och egen personal, utan höll stenhårt på sina arbetsrutiner med hög disciplin och målmedvetenhet. Dickinson minns: "Jag tänkte okej, då blir det nog inget mer marijuanarökande i turnébussen".

## 1982–1988

### The Number of the Beast (1982)
Bruce Dickinson gjorde sin livedebut med Iron Maiden i Italien den sista veckan i oktober 1981. Dickinson adderade en stor energi på scenen och återförde en mer teatralisk sida till deras image. Skribenten Malcolm Dome skrev att Dickinson var vad Iron Maiden behövde för att verkligen slå igenom internationellt.
Iron Maidens tredje album, det första med Bruce Dickinson, spelades in under fem veckor från januari till februari 1982, under tidspress med deadline satt till bandets inbokade turné som skulle starta den 25 februari. Allt existerande låtmaterial var uttömt på Iron Maiden (1980) och Killers (1981) och för första gången behövde bandet börja från noll med låtskrivandet. Med Dickinsons större sångregister kunde man skriva mer komplicerade låtar, vilket Harris alltid hade eftersträvat. Steve Harris minns: "Ska jag vara uppriktig så måste jag säga att det egentligen var Bruces sångstil som jag tänkte mig att ha på Maidens låtar under de tidiga åren. Det är bara det att Paul kom först." Det bestämdes tidigt att albumet skulle heta The Number of the Beast, efter en av de nya låtar som Harris hunnit längst med. Se huvudartikeln The Number of the Beast
The Number of the Beast släpptes i Storbritannien den 22 mars 1982 och gick direkt in på första plats på albumlistan. Det hamnade på top tio nästan överallt i världen, sålde över en miljon exemplar utomlands och kom de första månaderna att sälja i över sex miljoner exemplar. I USA skapade albumets titel en proteststorm från kristna nymoralister, som feltolkat albumtiteln och titelspåret som att bandmedlemmarna var djävulsdyrkare som ville förleda amerikanska barn. Bandets musikvideor visades både på Top of the Pops i England och på nystartade MTV, vilket gav bandet ny publik. Bandets världsturné omfattade hela 180 konserter i arton länder och blev deras dittills mest ambitiösa och framgångsrika. Det är dock den enda av Iron Maidens albumturnéer som saknade konsert i Sverige. Se huvudartikeln The Beast on the Road

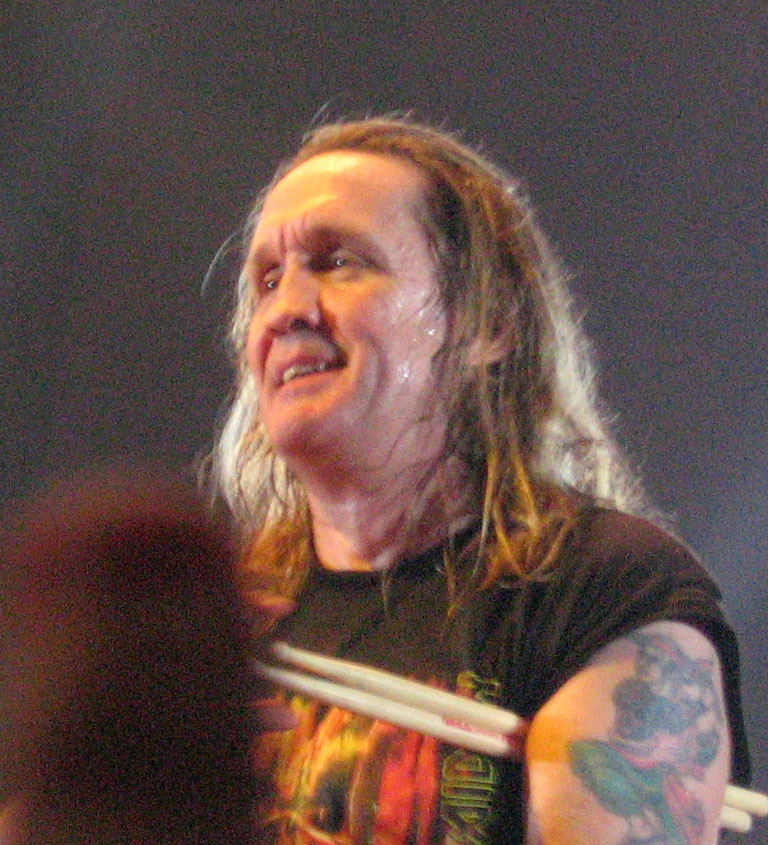
Nicko McBrain, 2006.

Efter turnéavslutningen i december 1982 blev Clive Burr sparkad från bandet. Hela bandet ansåg att Clive Burr var en suverän trummis, men under framförallt USA-turnén spelade han ofta svårt bakfull vilket innebar att han underpresterade. Steve Harris minns en kväll när Burr behövde en hink bredvid trumsetet för att kunna spy. Harris gick till managern Smallwood och berättade att han inte orkade ha det så längre, med en underpresterande medlem. Burr blev tillsagd att skärpa sig, vilket han gjorde i några dagar, tills han kort därpå var i dålig form igen.
Clive Burr ersattes av Nicko McBrain från det franska bandet Trust, som turnerat en del som förband åt Iron Maiden och som var vän till Burr. McBrain hade också vikarierat åt Burr då denne behövt vara ledig. McBrain var visserligen känd som "en av de största festprissarna i världshistorien", men den väsentliga skillnaden var att McBrain aldrig lät festandet gå ut över spelningarna. "Han ger alltid 110 procent", enligt Steve Harris. Det första framträdandet McBrain gjorde med Iron Maiden var en TV-show i Tyskland, fast det var ännu inte officiellt att Burr blivit avskedad så McBrain gjorde framträdandet iklädd en Eddiemask.

### Piece of Mind (1983)
I januari 1983 bokade bandet in sig på det säsongsstängda Le Chalet Hotel på ön Jersey i Engelska kanalen för att skriva ett fjärde album och använde hotellrestaurangen som replokal. Albumet spelades sedan in från februari till mars i Compass Point Studios i Nassau på Bahamas och mixades i Electric Lady Studios i New York. Albumet gavs ut den 16 maj 1983. Den efterföljande turnén kallades World Piece Tour, med 150 konserter från maj till december 1983. Se huvudartiklarna Piece of Mind och World Piece Tour

### Powerslave (1984)
Det femte albumet blev det första utan något medlemsbyte. Efter tre veckors julledighet inleddes arbetet precis som tidigare med låtskrivning och rep på Le Chalet Hotel på ön Jersey i Engelska kanalen, för att sedan spelas in och mixas i samma karibiska och amerikanska studios som Piece of Mind. Albumet gavs ut den 3 september 1984 och följdes av deras hittills längsta turné, som pågick i över ett år. Den 11 januari 1985 spelade de för första gången i Sydamerika, på Rock in Rio-festivalen i Brasilien. Det beräknas ha varit ungefär 350 000 i publiken, vilket blev deras största publik någonsin.  Se huvudartiklarna Powerslave och World Slavery Tour
Efter den mycket omfattande turnén bestämdes det att bandet skulle få sex månaders paus, vilket senare drogs ner till fyra månader. Särskilt Bruce Dickinson kände sig helt utbränd av turnén och övervägde att sluta inte bara i Iron Maiden utan som musiker. Under denna viloperiod startade Nicko McBrain och Adrian Smith sidoprojektet The Entire Population of Hackney, och ett par av deras låtar användes senare som b-sidor åt Iron Maidens singlar. Som ett sätt att upprätthålla intresset för bandet under viloperioden släpptes deras första fullängdslivealbum och konsertfilm, Live After Death, med låtar inspelade i Kalifornien och London. 

### Somewhere in Time (1986)
Efter att ha övervägt att sluta helt med musiken efter World Slavery Tour började Bruce Dickinson under 1986 att återfå sin energi och kreativa lust. I syfte att ta Iron Maidens stil i en ny, och för honom mer intressant, riktning började han experimentera i sitt låtskrivande. Han ville göra ett akustiskt proggalbum, med inslag av säckpipa och folkmusik, i stil med Jethro Tull. Steve Harris och resten av bandet ratade Dickinsons akustiska folkmusik, men gav samtidigt sig själva utrymme för viss utveckling och mognad i soundet inför det sjätte albumet. Harris, Smith och Murray hade också börjat experimentera, fast inte i lika avvikande stil som Dickinsons förslag. De prövade istället ny utrustning i form av gitarrsynthar och bassynthar. Detta skulle komma att bli utmärkande för albumets ljud. Efter att Dickinsons akustiska folklåtar blivit ratade valde han att inte försöka bidra till låtskrivandet för albumet utan enbart stå för sången. Istället tog Smith större plats och bidrog för första gången med helt egenskrivna låtar.
Somewhere in Time blev bandet dyraste album, då bas och trummor spelades in på Bahamas medan gitarr och sång spelades in i Nederländerna och mixen gjordes i New York. Det gavs ut den 29 september 1986 och följdes av turnén Somewhere on Tour. Se huvudartiklarna Somewhere in Time och Somewhere on Tour

### Seventh Son of a Seventh Son (1988)
Inför arbetet med bandets sjunde album skrev Steve Harris låten The Clairvoyant om den nyligen avlidna brittiska spiritualisten Doris Stokes. Temat med klärvoajans återkom även i nästa låt han arbetade på, som var baserad på den då nya fantasyromanen The Seventh Son av Orson Scott Card.  När Harris och Dickinson diskuterade nya låtar på telefon frågade Harris om sångaren hade något textmaterial på temat klärvoajans, och där väcktes idén om ett konceptalbum. Upplägget med ett bestämt tema och en sammanhållen berättelse gav Dickinson förnyad entusiasm som låtskrivare, och den uttalade ambitionen att hålla sig till ett gemensamt koncept innebar att bandets låtskrivande gjordes i tätare samarbete än för tidigare album.
Albumet spelades in i Musicland Studios i München under februari och mars 1988. Musikaliskt fortsatte den progressiva utvecklingen från Somewhere in Time, men inkluderade nu riktiga keyboards istället för gitarrsynthar.
Albumet gavs ut 23 april 1988 och följdes av turnén Seventh Tour of a Seventh Tour. Bandet var huvudband på den årliga Monsters of Rock-festivalen i Castle Donington i England. Där nådde de ett världsrekord i "största PA-utrustning" – det tog hela fem dagar bara att sätta upp systemet. Från denna turné släpptes konsertfilmen Maiden England, senare också utgiven som livealbum. Se huvudartiklarna Seventh Son of a Seventh Son och Seventh Tour of a Seventh Tour

## 1990–1993

### No Prayer for the Dying (1990)

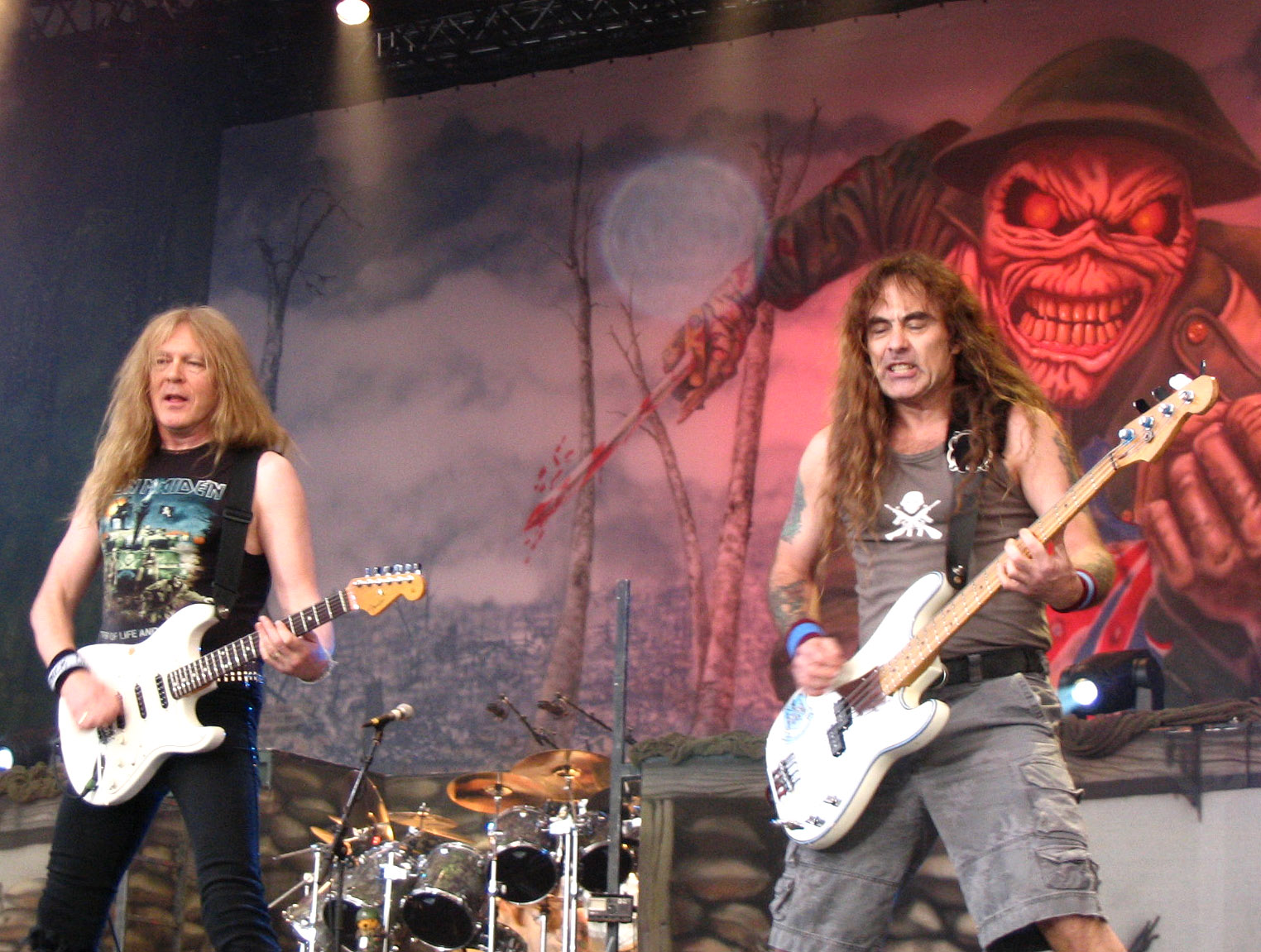
Janick Gers och Steve Harris, 2006.

Efter turnén för Seventh Son of a Seventh Son var det sedan tidigare planerat att bandet skulle ta paus under ett helt år. Adrian Smith och Bruce Dickinson ägnade pausen åt att spela in varsitt soloalbum.
På våren 1990 återsamlades bandet för att inleda arbetet med ett åttonde studioalbum. Den uttalade ambitionen blev att återgå till en rockigare stil som skulle påminna om Killers. Steve Harris gillade stilen på Bruce Dickinsons soloprojekt, särskilt låten Bring Your Daughter...To the Slaughter som Dickinson spelat in åt skräckfilmen Terror på Elm Street 5 – The Dream Child (1989). På Harris önskemål utelämnades just denna låt från Dickinsons fullängdsalbum Tattooed Millionaire, och gjordes istället i nyinspelning med Maiden. Dickinson var smickrad av berömmet från Harris och tog sig an det nya Maiden-albumet med stor entusiasm.
Adrian Smith var inte lika entusiastisk, och lämnade Iron Maiden under låtskrivarfasen av det nya albumet. Som orsak uppgavs musikaliska skiljaktigheter. Smiths soloalbum hade fokuserat på mjukare klassisk rock, men i Iron Maiden ville han fortsätta med det progressiva de utvecklats åt på Somewhere in Time och Seventh Son of a Seventh Son. Harris ansåg att Smith inte verkade tillräckligt engagerad när de skulle skriva nya låtar, och Smith fick den direkta frågan om han ville vara kvar i bandet. När Smith tvekade och inte kunde ge ett tydligt svar bestämde Harris att det var bäst att han slutade i bandet. Smith ersattes av Janick Gers som under 1989–1990 ingått i Bruce Dickinsons soloband som gitarrist och låtskrivare. Det var Iron Maidens första medlemsbyte sedan 1982.
I samband med beslutet att göra en mer nerskalad produktion hyrde bandet The Rolling Stones mobila studio som installerades i en lada på Steve Harris tomt i Essex. Där spelades No Prayer for the Dying in under sommaren 1990. Det var Iron Maidens första albuminspelning i hemlandet sedan The Number of the Beast (1982). Albumet gavs ut 1 oktober 1990. Det är det enda Iron Maiden-album där ingen låt överstiger sex minuter. Textmässigt märktes en ny stil, med mindre skräck & fantasy och mer samtidsförankrad samhällskritik.  
Albumturnén kallades No Prayer on the Road och pågick mellan september 1990 och september 1991 med totalt 110 konserter. I stil med albumet, och som en direkt motreaktion till Seventh Son-eran, frångick scenproduktionen de storslagna 1980-talsproduktionerna, och bandet uppträdde i jeans och läder istället för scenkläder av spandex. Se huvudartiklarna No Prayer for the Dying och No Prayer on the Road

### Fear of the Dark (1992)
Efter att Steve Harris byggt en ordentlig musikstudio på sin tomt i Essex inleddes arbetet med det nionde albumet. Det blev det sista albumet som producerades av Martin Birch, som producerat samtliga av bandets album sedan Killers (1981) och som gick i pension efter denna inspelning. Det är det första albumet där Steve Harris själv medverkade som producent, och han skötte även mixningen.
Fear of the Dark släpptes den 11 maj 1992. I likhet med föregångaren var många av texterna mer samtida och samhällskritiska än under 80-talseran, och Bruce Dickinson höll igen på de högsta tonerna. Titelspåret Fear of the Dark skulle komma att bli en av bandets allra största låtar och har funnits med på varenda turné som bandet gjort därefter, förutom Eddie Rips Up the World-turnén 2005. Albumturnén 1992 kallades Fear of the Dark Tour och pågick mellan juni och november med totalt 66 konserter. Från denna turné släpptes livealbumet och konsertfilmen Live at Donington. Se huvudartiklarna Fear of the Dark och Fear of the Dark Tour

### A Real Live Tour (1993)
En fortsatt turné för Fear of the Dark var inbokad till våren och sommaren 1993, men under pausen beslutade sig Bruce Dickinson för att sluta i Iron Maiden. Han hade alltid betraktat sig själv som mycket mer än bara sångaren i Iron Maiden, och hade redan lagt fokus på andra projekt som professionell fäktning, skönlitteratur och seriösa BBC-dokumentärer. Han kände sig allt mindre intresserad av att styras av den fasta Iron Maiden-rutinen, och hade tackat ja till ett erbjudande från Sony Music om att börja arbeta på en uppföljare till solodebuten från 1990. När han påbörjade arbetet i Los Angeles sa Rod Smallwood åt honom att inte göra något halvdant och inte släppa något som inte höll den bästa kvalitet. Han började under dessa veckor skriva mer alternativ rock vilket fick honom att känna att han stod vid ett musikaliskt vägskäl som skulle kräva hans fulla uppmärksamhet. En dag såg han ett Henry Miller-citat i LA Times som löd "all growth is a leap in the dark, a spontaneuos unpremedited act without the benefit of experience" och när han läste detta bestämde han sig för att sluta i Iron Maiden.
Han erbjöd sig att göra ett sista studioalbum och en sista turné efter det, men det beslutades att den redan inbokade sommarturnén skulle bli hans avskedsturné. Hans sista konserter blev i Pinewood Studios den 27 och 28 augusti 1993 vilket filmades till konsertfilmen Raising Hell. Dickinson har senare kommenterat att det blev ett konstigt avsked eftersom det kändes mer som filminspelning än konsert. Från denna turné släpptes även livealbumen A Real Live One och A Real Dead One.
Somliga, inte minst Steve Harris, ansåg att Dickinson underpresterade under stora delar av avskedsturnén och att han sjöng undermåligt. Dickinson själv ansåg att sången alltid höll hög kvalitet, men att det börjat bli dålig stämning under turnén och att han ville visa detta för publiken genom ett dystert uppträdande på scen.

## 1995–1998

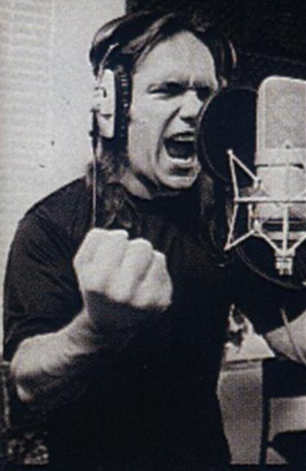
Blaze Bayley under inspelningen av The X Factor 1994.

Under hösten 1993 hade Iron Maiden sökt en ny sångare, och efter att ha hållit auditions och lyssnat på en stor mängd kandidater återstod två favoriter: Blaze Bayley och Doogie White. I november och december 1993 provspelade bandet med båda sångarna i en replokal, och de hade blivit instruerade att lära sig alla låtar som ingått i låtlistan på A Real Live Tour. Valet föll på Blaze Bayley, som fick beskedet den 25 december 1993. Pressmeddelandet om den nye sångaren gick ut den 30 december 1993. Blaze Bayley kom från bandet Wolfsbane som hade varit förband åt Iron Maiden i Storbritannien under 1990.

### The X Factor (1995)
Bandet hade väntat med nytt låtskrivande tills de funnit sin nya sångare, eftersom de ansåg det viktig att den nya medlemmen var delaktig i hela skapandeprocessen. Arbetet med det tionde albumet startade i januari 1994, i Steve Harris hemmastudio i Essex. Som ny producent, efter att Martin Birch gått i pension, blev Nigel Green med Steve Harris som medproducent. Studioarbetet pågick under hela 1994 och blev bandets dittills längsta albuminspelning. Under låtskrivandet frågade Blaze Bayley vilken inriktning albumet skulle ha, men bandet skrattade bara gott och svarade att de bara skriva de bästa låtarna de kunde. Enligt Bayley kom idén till albumtiteln av att bandet under inspelningen kände att albumet hade det där lilla extra, "the X factor", där X också skulle anspela på siffran 10.
Med en total längd på 71 minuter blev The X Factor bandets dittills längsta album och Harris har senare kallat albumet en fortsättning av den progressiva utvecklingen på Seventh Son of a Seventh Son (1988). Recensenter och publik reagerade på den betydligt mörkare och dystrare stämningen i låtarna, jämfört med tidigare Iron Maiden-album. Harris har senare själv konstaterat att albumet är väldigt dystert, vilket enligt hans egen utsago beror på att det tillkom under hans livs tuffaste period med skilsmässa, en nyligen avliden far och Dickinsons avhopp. Även Bayley tillförde, enligt Harris, en mycket mörkare sida till bandet. Bandets manager Rod Smallwood ansåg att albumet blev alldeles för dystert, men Harris har vid upprepade tillfällen under 2000-talet angett att han betraktar The X Factor som ett av Iron Maidens topp-tre allra bästa album.
Singeln Man on the Edge släpptes den 25 september 1995 och landade på plats 10 på Englands singellista. The X Factor gavs ut den 2 oktober 1995 och följdes av turnén The X Factour. Bayleys livedebut gjordes den 28 september 1995 i Jerusalem, vilket var nästan två år efter att han blivit medlem. Den 30 oktober spelade Iron Maiden på Cirkus i Stockholm och den 1 november på Kåren i Göteborg, vilket var avsevärt mindre lokaler än under tidigare turnéer. Se huvudartiklarna The X Factor och The X Factour
I slutet av turnén gav bandet ut samlingsalbumet Best of the Beast som inkluderade den nya låten Virus.

### Virtual XI (1998)
Efter en tids ledighet återsamlades Iron Maiden på sensommaren 1997 hos Steve Harris i hans hemmastudio för att påbörja arbetet med nästa album. Virtual XI släpptes 23 mars 1998 och följdes av Virtual XI World Tour. Bandet inledde turnén med en hemlig spelning i Norwich, England, där framförde bandet 26 låtar och stod på scen strax under 3 timmar, vilket är Iron Maidens längsta konsert någonsin. Den 25 september 1998 spelade Iron Maiden på Hovet i Stockholm, och det blev Iron Maidens första helt utsålda konsert i Sverige, där de även gick om Prince i Hovets dåvarande rekord för biljettförsäljning.
Under turnén dominerades låtlistan av låtar från de två senaste albumen. Några konserter behövde ställas in eftersom Blaze Bayley fick problem med rösten, och bandet började märka att han inte klarade ansträngningen i Iron Maidens schema. Den officiella förklaringen var att han drabbats av pollenallergi, men en starkt bidragande orsak var att rösten helt enkelt blivit utsliten. I efterhand har övriga bandmedlemmar medgett att de själva hade stor skuld i Bayleys röstproblem, eftersom de vägrade ändra tonarten på äldre låtar som skrivits för Bruce Dickinsons höga register. Se huvudartiklarna Virtual XI och Virtual XI World Tour

## 1999–2009

### Återförening med Bruce Dickinson och Adrian Smith (1999)
Under 1998 pågick ett arbete med att skapa ett Iron Maiden-datorspel för PC, som Blaze Bayley var engagerad i. Spelet kom att heta Ed Hunter och gavs ut i maj 1999. Datorspelet skulle sammanfalla med en turné under 1999, The EdHuntour, men vid det laget hade fokus för turnén skiftat till en återförening med Bruce Dickinson och Adrian Smith. Efter Bayleys allt tydligare problem med rösten hade de övriga medlemmarna börjat överväga en ny sångare, samtidigt som Rod Smallwood redan talat med Bruce Dickinson om en återförening. Bruce Dickinson hade fått en förnyad ambition om att återgå till att spela på större arenor och göra hårdrock till en stor företeelse igen, och Smallwood ordnade ett hemligt möte mellan Dickinson och Harris i Bristol där Harris övertygades om en återförening. Återföreningen inkluderade även Adrian Smith, som sedan 1997 ingått i Dickinsons soloband. I januari 1999 mottog Blaze Bayley beskedet om återföreningen. Även Janick Gers erbjöd sig att lämna bandet, men ombads stanna. Bandet skulle därmed ha tre gitarrister.
Återföreningen annonserades i ett pressmeddelande den 10 februari 1999. Det innebar förnyat intresse hos den bredare publiken, vilket inledde en ny storhetstid för bandet.

### Brave New World (2000)
Dickinson och Harris var överens om att det inte skulle handla om nostalgi utan att bandet skulle fortsätta fokusera på att spela in nya studioalbum. Ett nytt album planerades in till 2000, och i november 1999 samlades Iron Maiden i Guillaume Tell Studios i Paris för att påbörja inspelningen. Som ny producent hade man valt Kevin Shirley som gjort sig ett namn i branschen efter samarbeten med bland andra Aerosmith och Dream Theater. Steve Harris fortsatte att arbeta som medproducent. Kevin Shirley bidrog med en ny innovation till Iron Maidens inspelningsteknik, då han lät bandet göra live-tagningar i studion som han sedan klippte i och pusslade ihop till de färdiga albumversionerna.
Det hade inte satts någon deadline för albumet, utan arbetet skulle få ta den tid det behövde. Albumet fortsatte att föra Iron Maiden i en mer progressiv riktning. Brave New World gavs ut den 29 maj 2000 och följdes av turné. Den 27 juni spelade Iron Maiden på Stockholms stadion för en publik på 27 000, vilket var slutsålt och deras dittills största konsert i Sverige. Turnéavslutningen på Rock in Rio-festivalen den 19 januari 2001 hade en publik på 250 000 och konserten släpptes som livealbum och konsertfilm med titeln Rock In Rio. Se huvudartiklarna Brave New World och Brave New World Tour

### Dance of Death (2003)
Det trettonde albumet Dance of Death spelades in från januari till februari 2003 i studion Sarm West i Notting Hill, London. Albumet var helt färdigt när Iron Maiden gav sig ut på en sommarturné, och under turnén premiärspelades Wildest Dreams som smakprov. Albumet gavs  ut den 8 september 2003 och följdes av albumturnén Dance of Death World Tour som pågick till 2004. Från denna turné gav man ut livealbumet och konsertfilmen Death on the Road.

### The Early Days: Eddie Rips Up the World (2005)
Under 2005 gjordes turnén Eddie Rips Up the World Tour, också känd som The Early Days Tour. Det var en retrospektiv turné som fokuserade på enbart äldre låtar från bandets första fyra album Iron Maiden (1980), Killers (1981), The Number of the Beast (1982) och Piece of Mind (1983). Turnén följde upp bandets dvd-släpp The History of Iron Maiden – Part 1: The Early Days som gavs ut 2004. Den 9 juli gjorde Iron Maiden sin första konsert på Ullevi i Göteborg med en publik på 56 022, och konserten direktsändes i SVT, Sveriges Radio P3 och i Finland. Biljetterna hade sålt slut på cirka två och en halv timme.

### A Matter of Life And Death (2006)
Den 1 mars 2006 påbörjades inspelningen av det fjortonde albumet A Matter of Life and Death, åter igen i Sarm West Studios i Notting Hill, London. Av albumets låtar var flertalet längre än sex minuter och visade en tydlig fortsättning på bandets progressiva inriktning. Under turnén A Matter of Life and Death World Tour framfördes hela albumet från början till slut.
Efter ett uppehåll under vintern och våren gav sig bandet sig ut på en miniturné i Europa 2007 som kallades A Matter of the Beast för att uppmärksamma att The Number of the Beast firade 25 år. Bandet spelade då åter igen på den klassiska Doningtonfestivalen.

### Somewhere Back in Time World Tour (2008–2009)

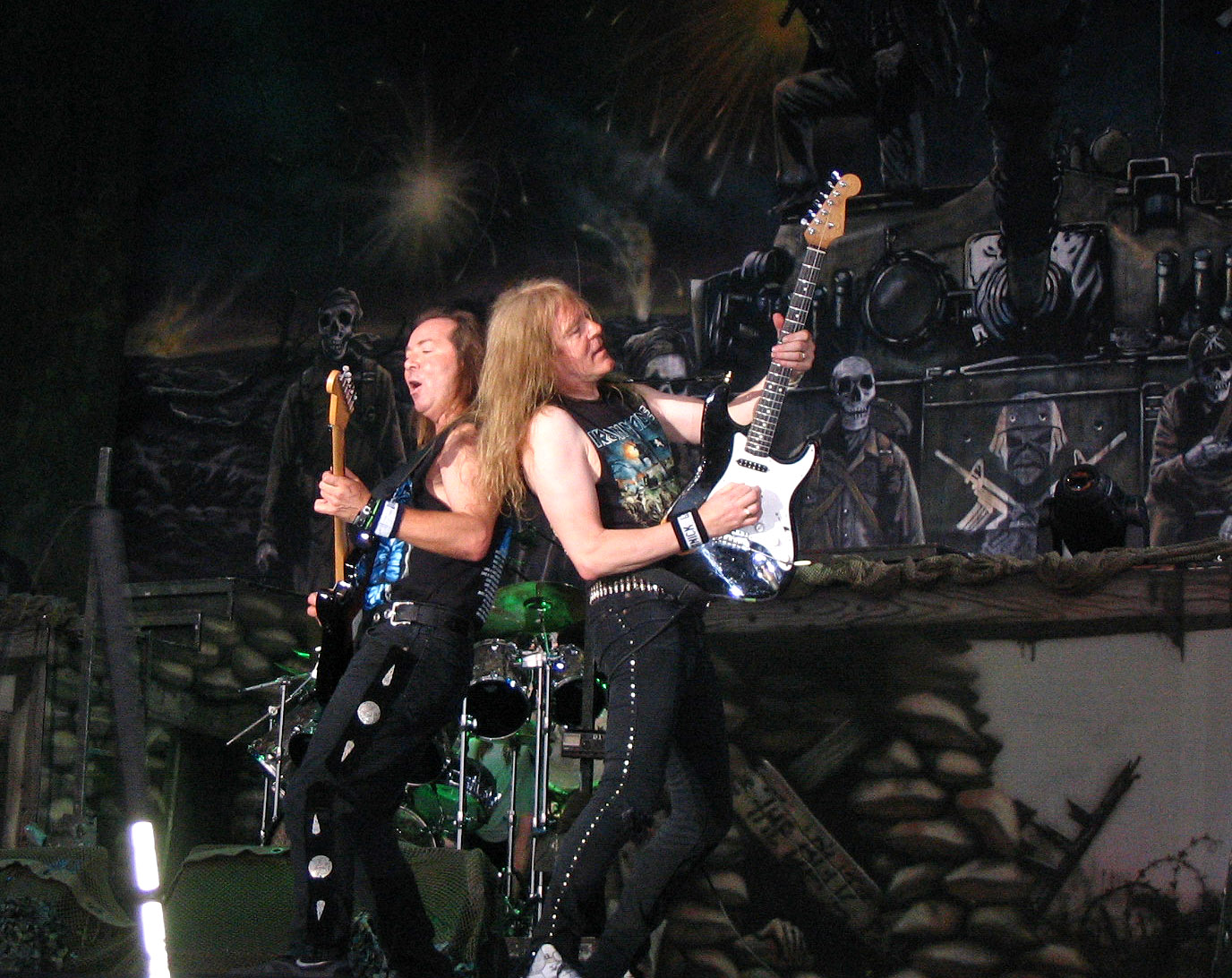
Gitarristerna Dave Murray och Janick Gers under en konsert i juni 2007.

Under 2008 och 2009 gjordes ännu en retrospektiv turné, Somewhere Back In Time, som uppföljare till The Early Days-konceptet 2005. Denna gång låg huvudsakligt fokus på upprepa scenshowen från World Slavery Tour. Under denna turné hyrde Iron Maiden en helt egen Boeing 757, som byggdes om för att kunna bära både band, turnépersonal och alla scenutrustning. Därmed kunde bandet resa till helt nya destinationer som tidigare ansetts för svåra rent logistiskt. Flygplanet döptes till Ed Force One och under flera etapper var Bruce Dickinson huvudpilot eftersom han var anställd pilot av flygbolaget Astraeus Airlines. Turnén dokumenterades i filmen "Flight 666" av Banger Films. Iron Maiden spelade i Sverige onsdagen den 16 juli på Stockholms Stadion och lördagen den 26 juli på Ullevi i Göteborg. Konserten på Ullevi hade en publik på 56 132.
Från denna turnén gav man ut livealbumet Flight 666, som är soundtracket till turnédokumentären med samma namn.

## 2010–2024

### The Final Frontier (2010)
Den 11 januari 2010 påbörjades inspelningen av det femtonde studioalbumet, som skulle komma att ges ut i augusti 2010. Inspelningen gjordes i Compass Point Studios, där bandet varit under 80-talet och spelat in Piece of Mind, Powerslave och Somewhere in Time. Enligt Dickinson var atmosfären i studion helt oförändrad från 80-talet, med till och med samma matta. Turnén The Final Frontier World Tour började sommaren 2010 med en låtlista som fokuserade på bandets 2000-tal, innan det egentliga fokuset på det nya albumet tog vid under 2011. Den 1 juli 2011 gjorde Iron Maiden sin tredje konsert på Ullevi i Göteborg, med en publik på 56 245. Under denna turné använde Iron Maiden åter igen en egen Boeing 757 som sitt Ed Force One.
Från denna albumturnén gav man ut livealbumet och konsertfilmen En Vivo!

### Maiden England World Tour (2013–2014)
Den 12 februari 2012 annonserade bandet ännu en retrospektiv turné, Maiden England World Tour som huvudsakligen var baserad på Seventh Tour of a Seventh Tour. Turnén följde upp nyutgåvan på cd och dvd av bandets konsertinspelning Maiden England från 1988. Iron Maiden spelade i Friends Arena den 13 juli 2013. Publiken uppgavs till 56 613.

### The Book of Souls (2015–2016)
Det sextonde studioalbumet The Book of Souls spelades in från september till december 2014 i Guillaume Tell Studios i Paris där man tidigare gjort Brave New World (2000).
När albumet redan hunnit passera 60 minuter i speltid och de fortfarande hade flera låtar kvar som de inte ville utelämna bestämde de sig för att göra Iron Maidens första dubbelalbum. Med sina 92 minuter är The Book of Souls bandets längsta studioalbum.
Albumet skulle ges ut under tidiga 2015, men Iron Maiden valde att fördröja utgivningen till september 2015 eftersom Bruce Dickinson kort efter albuminspelningen blivit diagnostiserad med tungcancer och man ville inte planera in någon turné förrän han var återställd. Det blev därmed den längsta tid som gått mellan två studioalbum för Iron Maiden, då hann gå fem år sedan föregångaren The Final Frontier.
Med start i februari 2016 kunde bandet genomföra albumturnén, The Book of Souls World Tour, med en helt återställd Bruce Dickinson, och åter igen hyrde man ett helt eget flygplan som Ed Force One för att maximera logistiken. Denna gång hade man uppdaterat till en Boeing 747, dubbel så stor och tre gånger så tung som deras tidigare 757, och inför turnén genomgick Bruce Dickinson utbildning i Cardiff för att bli planets huvudpilot.
Den 17 juni 2016 spelade Iron Maiden sin fjärde konsert på Ullevi i Göteborg, med en publik på 54 921.
Från den andra halvan av denna albumturné gav man ut livealbumet och konsertfilmen The Book of Souls: Live Chapter.

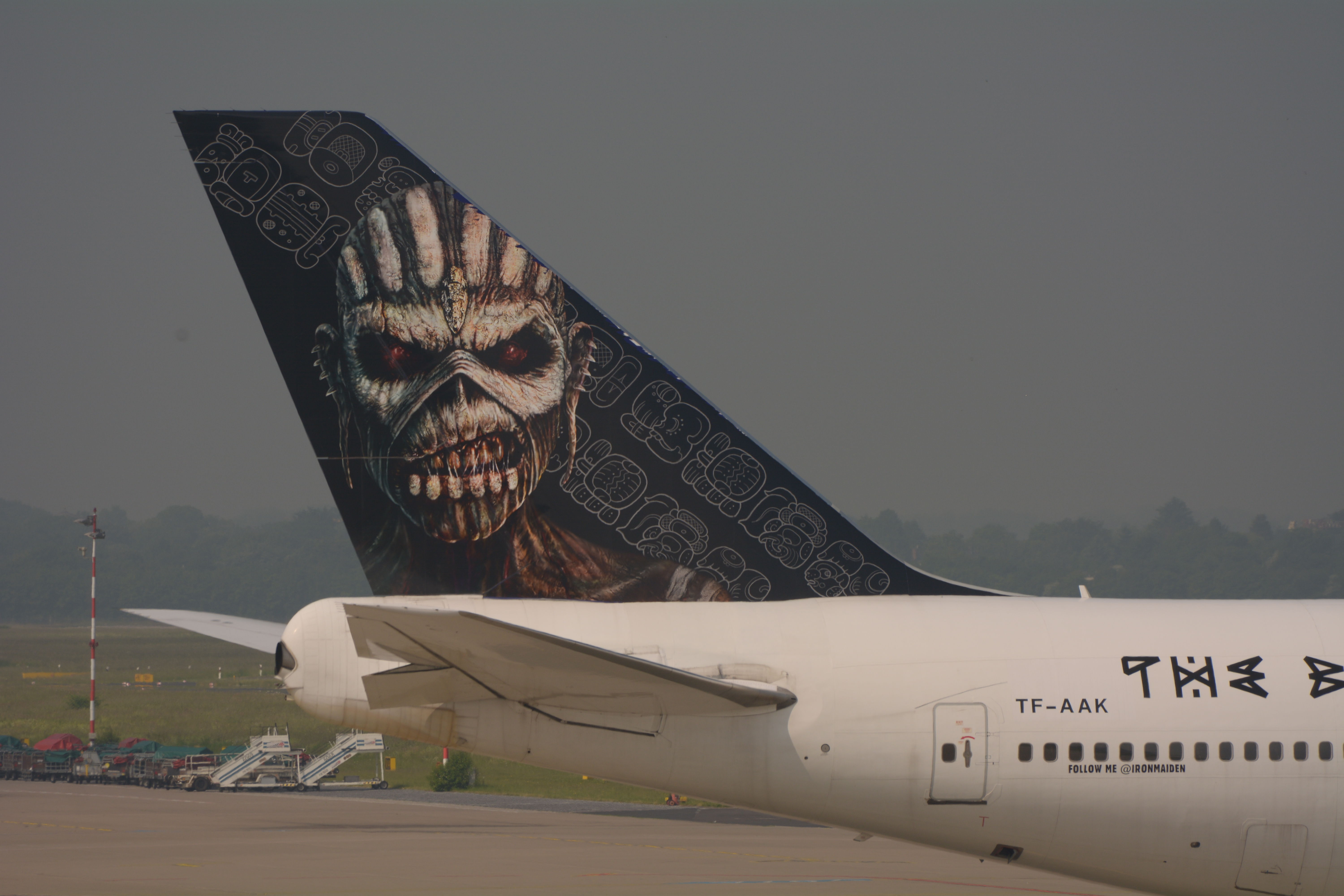
Logo Eddie Boeing 747.
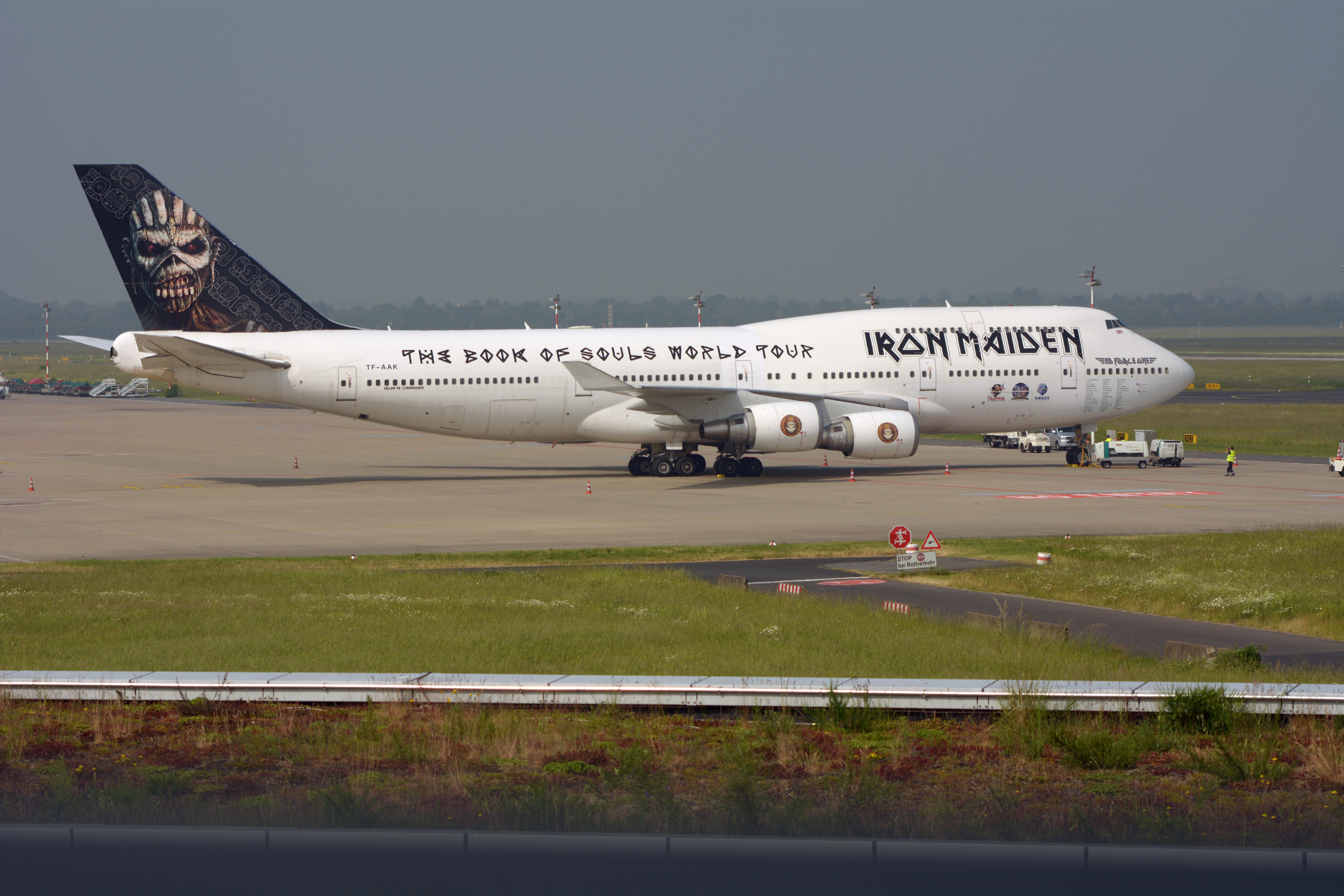
Ed Force One airport Düsseldorf (DUS).
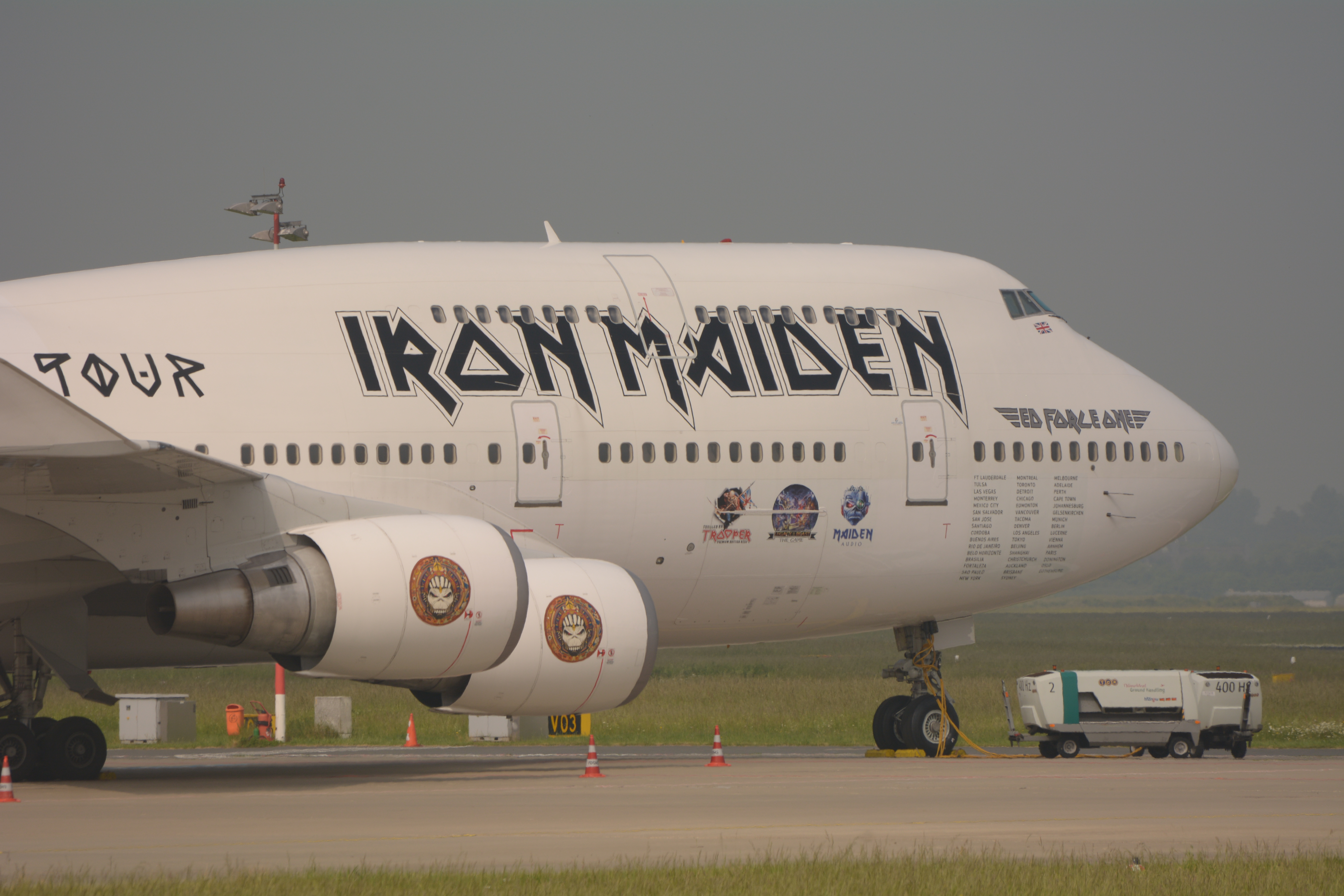
Ed Force One Cockpit

### Legacy of the Beast (2018–2022)
Under 2018 och 2019 gjordes turnén Legacy of The Beast Tour med blandat låtmaterial från 1980 till 2006. Bandet uppträdde på Tele2 Arena i Stockholm den 1 juni och inför rekordpublik på Sweden Rock Festival den 8 juni. Turnén skulle ha fortsatt under 2020, med en inbokad tredje svensk spelning på Ullevi den 27 juni, men samtliga konserter sköts upp till först 2021 och sedan till 2022 på grund av Covid-19-pandemin. Den 20 november 2020 släpptes ett livealbum från turnén med titeln Nights of the Dead: Legacy of the Beast: Live in Mexico City. 
Turnén återupptogs i Europa i maj 2022, med delvis ny låtlista och ny scendekor anpassat för att inkludera låtar från Senjutsu. Den 22 juli 2022 spelade Iron Maiden sin femte konsert på Ullevi i Göteborg, med en publik på 61 867.

### Senjutsu (2021)
I juli 2021 började Iron Maiden under lekfullt mystiska former antyda ett nytt musiksläpp, med vaga ledtrådar i diverse mediala sammanhang. I ett videoklipp från teatern O2 Shepherd's Bush Empire i London bjöd Bruce Dickinson in till "Belshazzar's Feast" den 15 juli, vilket visade sig vara singelsläppet "The Writing on the Wall" med tillhörande musikvideo i form av en animerad kortfilm, med originalmanus av Dickinson. Ett par dagar senare annonserades bandets sjuttonde album, Senjutsu, med utgivningsdatum den 3 september 2021. Albumet spelades in i hemlighet under tidiga 2019, i Guillaume Tell-studion i Paris, under en paus i Legacy of the Beast-turnén. Utgivningen försenades till 2021 av Covid19-pandemin.

### The Future Past (2023–2024)
Under 2023 och 2024 genomförde bandet The Future Past Tour. Låtlistan fokuserade på det senaste albumet Senjutsu i kombination med en retrospektiv hyllning av albumet Somewhere in Time från 1986.
Turnéns sista konsert var i São Paulo den 7 december 2024. Samma dag meddelade Nicko McBrain att han skulle sluta turnera med Iron Maiden. Hans ersättare live inför 2025 och 2026 var redan bestämd och är Simon Dawson, som länge varit trummis i Steve Harris sidoprojekt British Lion. Nicko McBrain är fortfarande medlem i Iron Maiden och utesluter inte medverkan på eventuella nya studioinspelningar.

## 2025 - 2026

### Run For Your Lives (2025–2026)
Under 2025 och 2026 firar Iron Maiden 50 år som band med turnén Run For Your Lives. Turnéns låtlista fokuserar på låtar släppta mellan 1980 och 1992. Turnén är den första sedan 1982 utan Nicko McBrain, och därmed den första sedan 1999 med delvis ny banduppsättning.

## Samarbeten
Steve Harris bär fotbollslaget West Hams klubbmärke på sin bas och har ofta burit lagets färger på scen, antingen som halsduk i bältet eller på gitarrbandet. För att marknadsföra albumet Virtual XI 1998 gjorde Iron Maiden en promotionturné där de spelade fotboll mot kändislag i olika länder, och Steve Harris har sedan dess hållit igång ett lag med namnet Iron Maiden FC som spelar korpfotboll under turnéerna.
Sedan 2013 tillverkas Iron Maidens eget öl "The Trooper" i olika sorter av det engelska bryggeriet Robinsons. Bruce Dickinson är engagerad i framtagningen och marknadsföringen av ölet.
Till 40-årsjubiléet av Piece of Mind gjorde Z2 Comics ett officiellt seriealbum med alternativa tolkningar av låtmaterialet.

## Medlemmar

### Nuvarande medlemmar
- Steve Harris – basgitarr, keyboard, bakgrundssång (1975– )
- Bruce Dickinson – sång (1981–1993, 1999– )
- Dave Murray – gitarr (1976–1977, 1978– )
- Adrian Smith – gitarr, bakgrundssång (1980–1990, 1999– )
- Janick Gers – gitarr (1990– )
- Nicko McBrain – trummor (1982– ), (ej live från 2025)

### Livemedlemmar
- Simon Dawson – trummor (2025– )

### Tidigare medlemmar
- Paul Mario Day – sång (1975–1976)
- Ron "Rebel" Matthews – trummor (1975–1977)
- Terry Rance – gitarr (1975–1976)
- Dave Sullivan – gitarr (1975–1976)
- Dennis Wilcock – sång (1976–1978)
- Bob "Angelo" Sawyer – gitarr (1976)
- Terry Wapram – gitarr (1977–1978)
- Tony Moore – keyboard (1977)
- Thundersticks (Barry Graham) – trummor (1977)
- Doug Sampson – trummor (1977–1979)
- Paul Di'Anno – sång (1978–1981)
- Paul Cairns – gitarr (1978–1979)
- Paul Todd – gitarr (1979)
- Tony Parsons – gitarr (1979)
- Dennis Stratton – gitarr, bakgrundssång (1979–1980)
- Clive Burr – trummor (1979–1982; död 2013)
- Blaze Bayley – sång (1993–1999)

## Diskografi
Studioalbum
- Iron Maiden (1980)
- Killers (1981)
- The Number of the Beast (1982)
- Piece of Mind (1983)
- Powerslave (1984)
- Somewhere in Time (1986)
- Seventh Son of a Seventh Son (1988)
- No Prayer for the Dying (1990)
- Fear of the Dark (1992)
- The X Factor (1995)
- Virtual XI (1998)
- Brave New World (2000)
- Dance of Death (2003)
- A Matter of Life and Death (2006)
- The Final Frontier (2010)
- The Book of Souls (2015)
- Senjutsu (2021)

## Turnéer
- Metal for Muthas Tour
- Iron Maiden Tour
- Killer World Tour
- The Beast On The Road
- World Piece Tour
- World Slavery Tour
- Somewhere On Tour
- Seventh Tour Of A Seventh Tour
- No Prayer On The Road
- Fear Of The Dark Tour
- A Real Live Tour
- The X Factour
- Virtual XI World Tour
- The EdHuntour
- Brave New World Tour
- Give Me 'Ed... Til I'm Dead Tour
- Dance Of Death World Tour
- Eddie Rips Up the World Tour
- A Matter of Life and Death World Tour
- Somewhere Back In Time Tour
- The Final Frontier World Tour
- Maiden England World Tour
- The Book of Souls World Tour
- Legacy of The Beast Tour
- The Future Past Tour
- Run For Your Lives World Tour